# سميح أبو الوفا
سميح فراس سميح أبو الوفا (21 ديسمبر 2003 – 3 يوليو 2023) كان مقاوِمًا فلسطينيًا وقياديًا بارزًا في كتيبة جنين، وهو صاحب الصورة الشهيرة لـ "ملثم جنين"، حيثُ التقطت له الصورة الشهيرة أثناء تصديه لاقتحام مخيم جنين بتاريخ 7 مارس 2023، وتم إعتبار الصورة على أنها أيقونة للمقاومة الفلسطينية في جنين.

## اغتياله
جرى إستهداف سميح من خلال طائرة انتحارية مسيرة عن بعد، حيثُ أصابت غرفة العمليات التي كان أبو الوفا يتواجد فيها، ويشارك من خلالها في إدارة معركة بأس جنين.